# Ludovic Blas
Ludovic Régis Arsène Blas, född 31 december 1997, är en fransk fotbollsspelare som spelar för Rennes.

## Karriär
Den 5 juli 2023 värvades Blas av Rennes, där han skrev på ett fyraårskontrakt.